# Gare de Boulazac
La gare de Boulazac est une gare ferroviaire française de la ligne de Coutras à Tulle située sur le territoire de la commune de Boulazac Isle Manoire, dans le département de la Dordogne, en région Nouvelle-Aquitaine.
Cette gare a été ouverte le 13 décembre 2020. Elle est une halte de la Société nationale des chemins de fer français (SNCF), desservie par des trains TER Nouvelle-Aquitaine.

## Situation ferroviaire
La gare de Boulazac est située au point kilométrique (PK) 81,670 de la ligne de Coutras à Tulle, entre les gares ouvertes de Périgueux et de Niversac. Elle est séparée de Périgueux par la gare fermée de Périgueux-Saint-Georges.

## Histoire
La concertation préalable à la création de la halte se déroule du 20 mars au 21 avril 2017.
Les travaux de création des quais et de la passerelle, ainsi que la sécurisation supplémentaire du passage à niveau voisin ont coûté quatre millions d'euros, financés par la région Nouvelle-Aquitaine et la communauté d'agglomération Le Grand Périgueux. La halte est desservie par des trains TER Nouvelle-Aquitaine à partir du 14 décembre 2020.
Elle entre dans le projet de navette du Grand Périgueux entre les gares de Mussidan et Niversac.

## Fréquentation
La fréquentation de la gare est détaillée dans le tableau ci-dessous :
|           | 2020 | 2021  | 2022   | 2023   |
| --------- | ---- | ----- | ------ | ------ |
| Voyageurs | 53   | 4 401 | 17 196 | 32 033 |

## Intermodalité
Dans un premier temps, fin 2020, un arrêt de bus pour la ligne k5 de Péribus et un espace de stationnement ont été réalisés à titre provisoire sur un côté du parvis de l'église. D'ici la mise en service de la navette ferroviaire Mussidan-Niversac en 2022, un parking d'une quarantaine de places, un arrêt de bus accessible et des abris pour vélos seront créés. Une nouvelle piste cyclable sera également créée pour rejoindre la voie verte du Manoire et le « Campus de la formation » — situé à près de deux kilomètres — fréquenté quotidiennement par 1 500 jeunes.

## Galerie de photographies

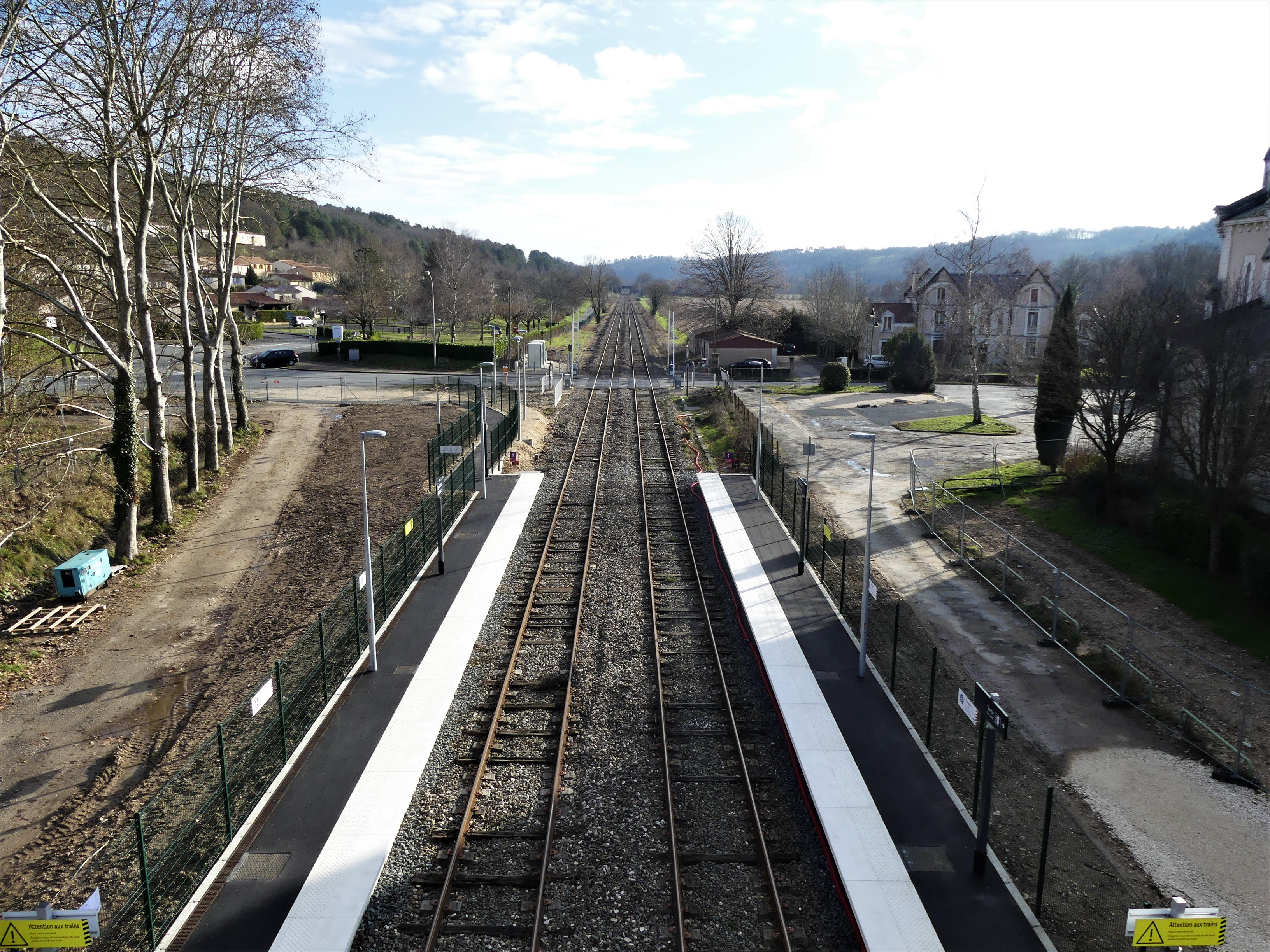
Les voies en direction de Niversac.
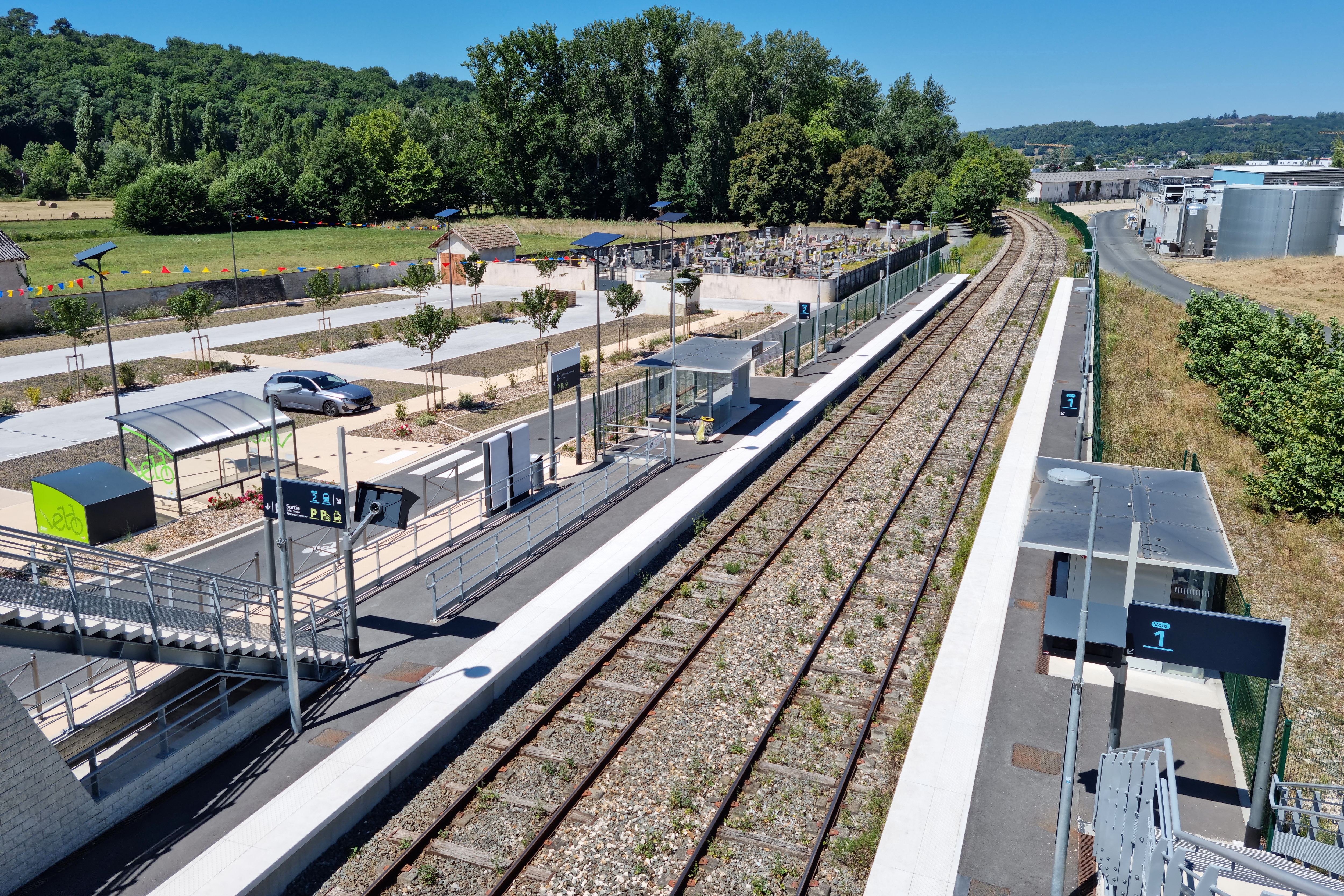
Les voies en direction de Périgueux.
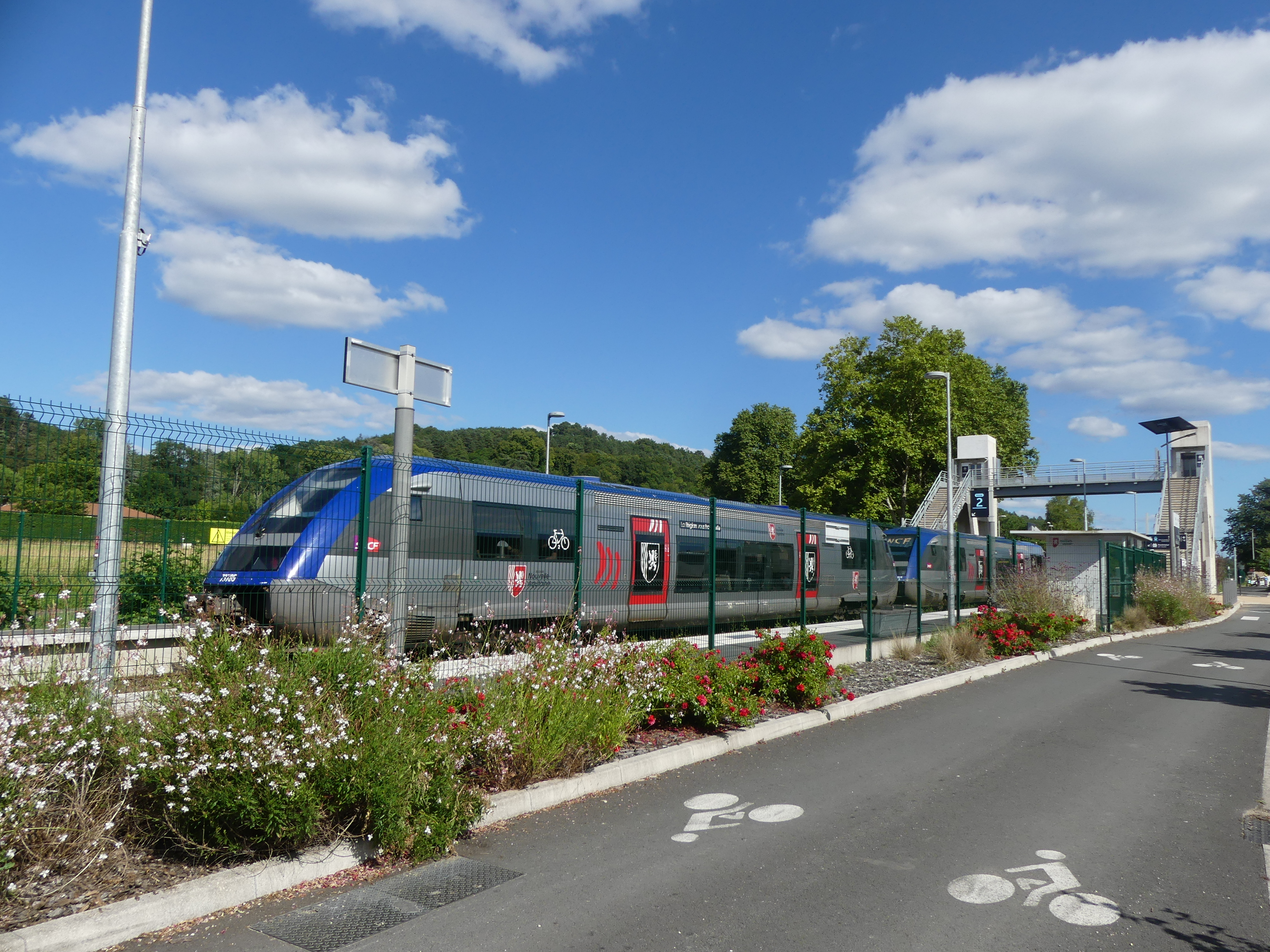
Arrêt d'un train en gare de Boulazac.
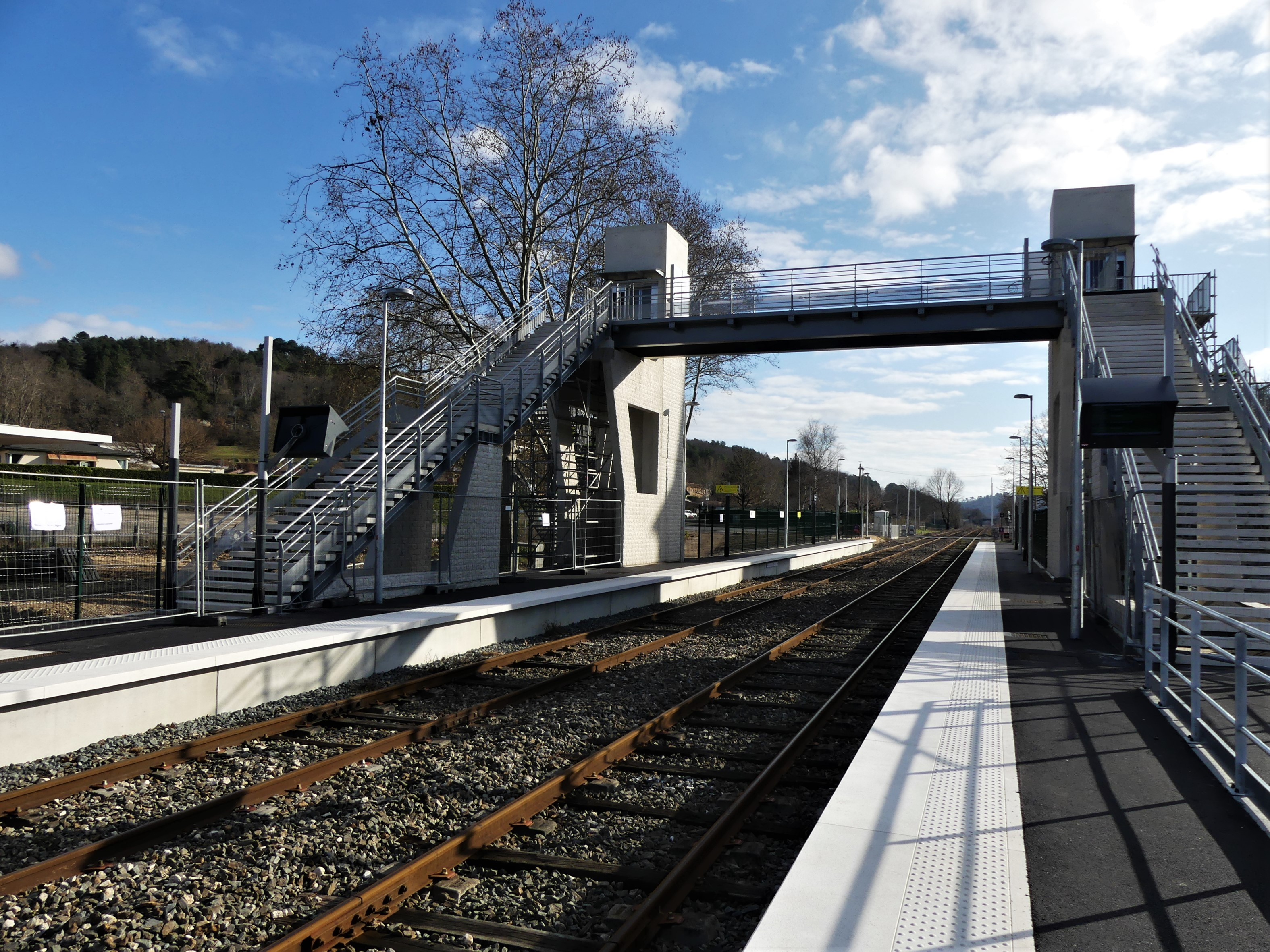
La passerelle.
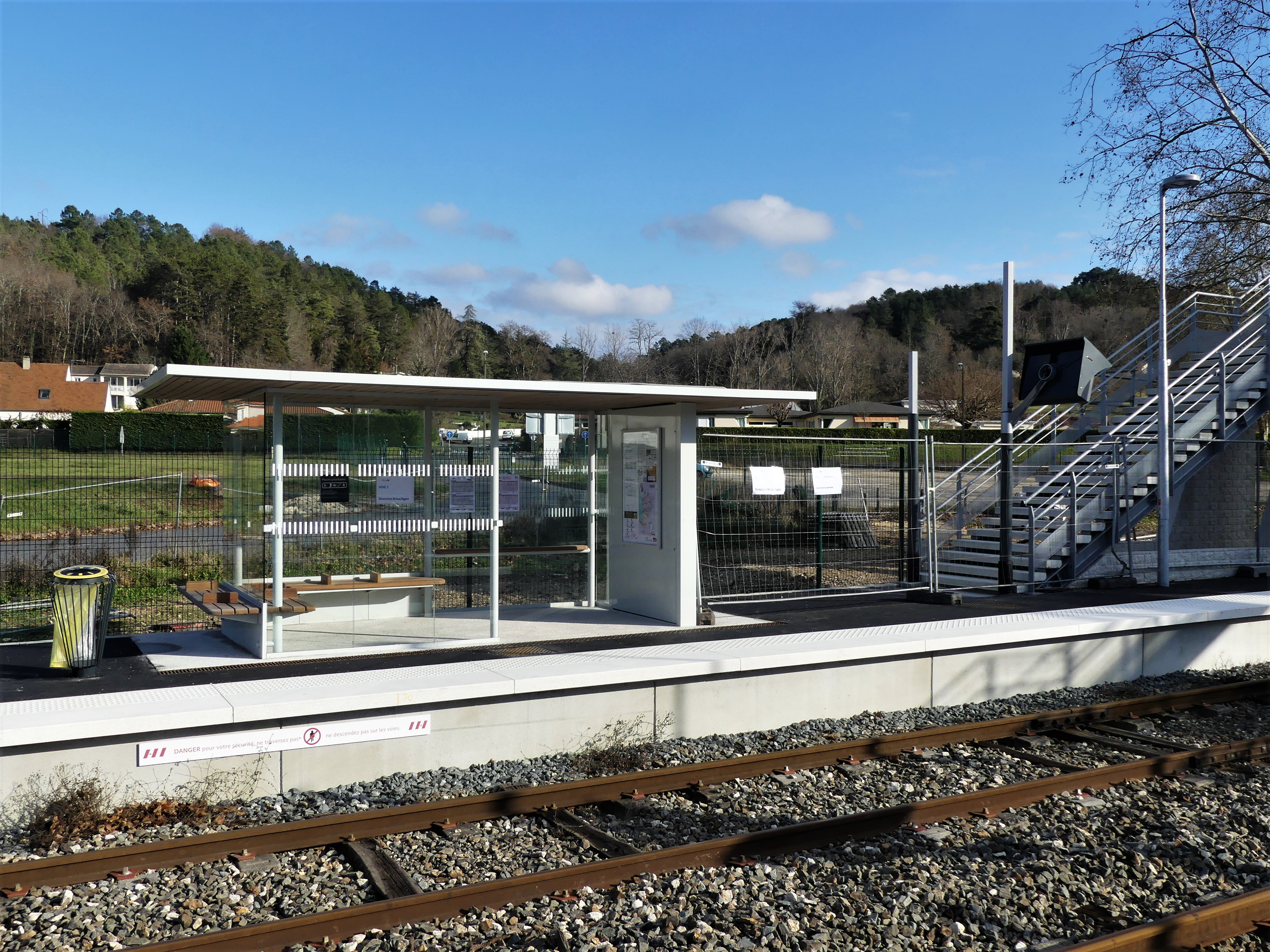
Abri voyageurs.